# Вейберг, Зигмунт
Зигмунт Щепан Вейберг (пол. Zygmunt Szczepan Weyberg; 3 августа 1872, Варшава, Царство Польское, Российская империя — 30 марта 1945, Отвоцк, Польша)— польский учёный-химик, минералог, педагог, профессор (1912), доктор минералогии и геогнозии (1912).

## Биография
В 1897 году окончил факультет естествознания Варшавского университета.
Работал руководителем кабинета минералогии Варшавского университета (1898—1912), заведующим кафедрой фармацевтической химии (1912—1920).
В 1897 стал кандидатом естественных наук, доцент (1908), доктор минералогии и доктор геогнозии (1912), профессор (1912).
Основатель и заведующий кафедрой кристаллографии (1920—1936), по совместительству декан философского факультета (1920—1921) Львовского университета, в 1936—1945 — заведующий кафедрой минералогии и петрографии Варшавского университета.

## Научная деятельность
Направления научных исследований: общая и экспериментальная минералогия, ростовая кристаллография; изучение алюмосиликатов, пегматизации гранитов, изоморфизма.
Открыл и описал примитивный (тетраэдрический) вид тетрагональной сингонии на примере синтезированного им алюмосиликата кальция.
Автор около 160 научных работ, среди них 9 книг-монографий и учебников. Подготовил 2 профессоров.

## Избранные труды
- О действии хлористого и сернокислого лития на каолин при высокой температуре (диссертация). — Варшава, 1896;
- Некоторые каолинаты и их производные (диссертация). — Санкт-Петербург, 1911;
- Syntezy pirogenetycznych glinokrzemianów zasadowych (монография). — 1908;
- Podstawy krystalografii (учебник). — Lwow, 1916;
- Krystalografia opisowa (учебник). — Lwow, 1925;
- Mineralogia (учебник). — Lwow, 1929;
- Optyka krystalow (учебник). — Lwow, 1932;
- Świat krystalów (монография). — Lwow, 1935 и др.